# 赵汝蘅
赵汝蘅（1944年—），女，汉族，中华人民共和国芭蕾舞舞蹈艺术家、政治人物，中央芭蕾舞团团长，中国共产党党员，第十一届全国政协委员。
2008年，当选第十一届全国政协委员，代表文化艺术界，分入第二十八组。